# Belarussische Badmintonmeisterschaft 2020
Die Belarussische Badmintonmeisterschaft 2020 fand vom 28. Januar bis zum 1. Februar 2020 in Minsk statt.

## Sieger und Platzierte
| Disziplin    | Gold                                       | Silber                                   | Bronze                                    |
| ------------ | ------------------------------------------ | ---------------------------------------- | ----------------------------------------- |
| Herreneinzel | Yauheni Yakauchuk                          | Yury Savelyev                            | Ilya Larushyn                             |
| Dameneinzel  | Alesia Zaitsava                            | Julia Bitsoukova                         | Maryana Viarbitskaya                      |
| Herrendoppel | Aleksei Konakh Dmitry Suprunyuk            | Andrey Vaganov Vitaly Primak             | Dzmitry Saidakou Yauheni Yakauchuk        |
| Damendoppel  | Julia Bitsoukova Maryana Viarbitskaya      | Alesia Zaitsava Anastasiya Cherniavskaya | Aliaksandra Vasileuskaya Maryna Yanbayeva |
| Mixed        | Yauheni Yakauchuk Anastasiya Cherniavskaya | Aleksei Konakh Alesia Zaitsava           | Dzmitry Saidakou Krestina Silich          |